# Поликарп (Петров)
Епископ Поликарп (в миру Петр Трендафилов Петров, болг. Петър Трендафилов Петров; 21 сентября 1978, Кюстендил) — епископ Болгарской православной церкви, епископ Белоградчишский, викарий Пловдивской епархии (с 10 сентября 2024).

## Биография
Родился 21 сентября 1978 года в Кюстендиле в семье православных родителей Трендафила Петров Христова и Татяны Михайловой Петровой. У него было братья Михаил и Мирослав. Жил в селе Блажиево, община Бобошево, и в городе Бобов-Дол, община Дупница (Кюстендилская область).
В 1993 году окончил основное образование в Блажиеве и поступил в профессиональную машиностроительную гимназию им. академика С. П. Королёва в Дупнице и окончил там девятый класс. В ту пору сблизился с экономом Стефаном Гиздовым, клириком Ресиловского Покровского монастыря, который стал водить его на службы в монастырь. В 1994 году Стефан Гиздов совершает над ним таинство крещения, после чего он прислуживал в алтаре, и, вдохновлённый примером жизни насельниц обители, решил стать монахом.
В 1994 году был принят в Софийскую духовную семинарию. В первый же год обучения по ходатайству сестёр Ресиловского монастыря, с которым не терял связи и в дальнейшем, принят на испытательный срок в Рыльский монастырь в качестве послушника, где провёл два с половиной года под руководством настоятеля монастыря епископа Драговитийского Иоанна, исполняя различные послушания. Епископом Иоанном назначен ответственным за послушников монастыря.
В годы обучения в семинарии нашёл духовного руководителя в лице иеромонаха Сиония (Радева). Архимандрит Николай (Севастиянов) вдохновил его на принятие монашества.
23 ноября 1996 года в Клисурском Кирилло-Мефодиевском монастыре митрополитом Геласием (Михайловым), главный секретарём Священного Синода, был пострижен в монашество с именем Поликарп.
2 марта 1997 года в семинарском храме в Софии тем же митрополитом был рукоположен в сан иеродиакона.
В 1998 году, на пятом году обучения в семинарии, с разрешения Священного Синода был направлен в церковный лицей святых Кирилла и Мефодия в городе Килкис, Греция. Помимо изучения греческого языка, также изучал богословские дисциплины. В 1999 году с отличием окончил лицей и Софийскую духовную семинарию.
27 июля 1999 года в митрополичьем храме святителя Николая Чудотворца в Видине митрополитом Видинским Дометианом (Топузлиевым) был рукоположен в сан иеромонаха.
В том же году был направлен на обучение в Московскую духовную академию. Завершил в 2000 году первый год образования, перевёлся на Богословский факультет Университета Аристотеля в Салониках, получив стипендию Министерства иностранных дел Греции.
Во время учёбы в Салониках жил и служил в монастыре святой Феодоры в центре города. Там он строит дружеские отношения с священнослужителями и богословами как из Греции, так и со всего мира. Бывая на Афоне, познакомился и подружился со многими монахами-святогорцами.
Во время обучения в Салониках после прохождения служения в Софийской епархии, был назначен настоятелем (игуменом) новоучреждённого Руенского монастыря, расположенного близ села Скрино Кюстендилской области. Вместе с монахинями Ресиловского монастыря взялся за строительство на месте древних руин. Лазареву субботу 2002 года в монастыре состоялись первые монашеские постриги. В ранее никому неизвестный монастырь начинают приезжать паломники из Болгарии и из за рубежа.
В 2006 году с отличием завершил обучение на богословском факультете в Университете Аристотеля в Салониках.
1 август 2008 года зачислен в клир Видинской епархии и назначен настоятелем кафедрального собора Димитрия Солунского в Видине и Никольского митрополичьего храма в Видине, а также игуменом Бдинского Успенского монастыря. Оставляя основанную им обитель, не взял с собой ничего из монастыря.
21 ноября 2008 года в Димитриевском соборе в Видине митрополитом Видинским Дометианом был возведён в сан архимандрита.
В 2011 году назначен благочинным Видинского и Кульского округов.
13 января 2013 года избран делегатом от Видинской епархии на Патриарший избирательный церковный собор, который избрал митрополита Неофита (Димитрова) Патриархом Болгарским.
2 июля 2014 года решением Священного Синода Болгарской православной церкви избран викарием Видинской епархии с титулом «епископ Белоградчишский» по имени города Белоградчик в Видинской области. Как отметил митрополит Видинский Дометиан (Топузлиев), такой титул ему был дан в память 100-летия блаженной кончины многозаслуженного митрополит Видинского Кирилла (Стоичкова), которому этот титул был дан Экзархом Анфимом I совершении его епископской хиротонии в 1872 году.
3 июля того же года состоялось его наречение во епископа Белоградчикского.
27 июля того же года в Лопушанском Иоанно-Предтеченском монастыре состоялась его хиротония во епископа Белоградчикского, которую совершили: митрополит Видинский Дометиан (Топузлиев), митрополит Великотырновский Григорий (Стефанов), епископ Брегалницкий Марк (Кимев) (Сербская православная церковь), епископ Девольский Феодосий (Купичков), епископ Месемврийский Иаков (Тасев), епископ Стобийский Давид (Нинов) (Сербская православная церковь), епископ Величский Сионий (Радев), епископ Траянопольский Киприан (Казанджиев) и епископ Воскресенский Савва (Михеев) (Русская православная церковь). На хиротонии присутствовали его друзья в священном сане из Греции, Сербии и Румынии.
20 сентября 2017 года был назначен третьим викарием митрополита Пловдивского и ректором Православной духовной академии Святых Кирилла и Мефодия в Пловдиве.
29 марта 2018 года решением Священного Синода назначен викарием Софийского митрополита — Патриарха Болгарского Неофита.